# Кабинет куриозитета
Кабирнет куриозиета (познат и под немачким називом Kunstkabinett, Kunstkammer или Wunderkammer) је енциклопедијска збирка предмета којима су категоријске границе, током ренесансе када је појава била најзаступљенија, тек требало да се утврде. Са савременом терминологијом можемо рећи да су се у овим кабинетима налазили предмети природне историје (понекад лажни) геологије, етнографије, археологије, верске или историјске реликвије, уметничка дела и антиквитети. "Кабинет куриозитета је био третиран као микрокосмос или позориште света или позориште сећања. Кабинет је симболично представљао моћ онога ко га прави и показивао његову моћ над светом кроз његову унутрашњу, микроскопску репродукцију". Мислећи на кабинет Чарлса I Стјуарта, Петар Томас је тврдио да "кабинет представља облик пропаганде". Поред најпознатијих и најбоље документованих кабинета  владара и аристократа, чланови трговачке класе и рани пионири науке у Европи су формирали збирке које су претходнице музеја.
Класичан кабинет куриозитета је настао у 16. веку, иако су приватне збирке постојале и раније. Од Кабинет Рудолфа II, цара Светог римског царства (владао од 1576 до 1612), који се налазио у Храдчани у Прагу, је био најбољи кабинет северно од Алпа и служио је као место где се иде због мало мира и одмора за размишљање, али је такође служио да покаже његову величанственост и моћ симболичним излагањем које је церемониално приказивано званичним гостима попут дипломата. Рудолфов ујак, Фердинанд II, надвојвода Аустрије, је такође имао колекцију обраћајући посебну пажњу на слике људи са интересантним деформацијама.

## Историја
Најранију илустрацију природњачког кабинета је урадио Ферант Императо, Dell'Historia Naturale (Напуљ 1599) (слика лево). Кабинет је служио да потврди аутентичности ауторитета његовог власника као природњака и покаже да он има огромно знање о природној историји што показују бројне књиге које су изложене. Међу књигама је без сумње и хербаријум природњака коме припада овај кабинет. Свака површина плафона је употребљена за излагање очуваних риба, препарираних сисара и занимљивих шкољки, а крокодил је изложен у центру. Примери корала се налазе на полицама. Лева страна је урађена као studiolo са низом уграђених ормара у којима се налазе минерали. Изнад њих су препариране птице, а испод тегле са разним узрорцима.
Габријел Клтемаркт је рекао да су потребне три врсте предмета за формирање "кабинета куриозитета" или збирку уметничких дела: прво, скулптуре и слике; друго, "необичне ствари из домовине или иностранства"; и треће, "рогови, канџи, перје и друге ствари које припадају чудним и необичним животињама". Када је Албрехт Дирер посетио Холандију 1521. године, поред уметничких дела је послао у Нирнберг и различите рогове животиња, комаде корала, пераја великих риба и дрвено оружје из Индије. У делу Франса Франкена II насликаном 1636. године (слика лево) су приказане слике на зиду који се крећу од пејзажа до портрета и религиозних слика заједно са очуваним тропским рибама и резбареним перлама, највероватније од ћилибара који је и драгоцен и куриозитет. На слици су приказане и класичне и секуларне скулптуре, а међу њима су егзотичне шкољке (укључујући и неке тропске и зуб ајкуле), портрети минијатуре, драго камење са бисерима у занимљивим кутијама, киароскуро цртежи, мале слике мртве природе, комади цвећа, новца и медаља — вероватно грчке и римске — римске лампе од теракоте, месингана брава кинеског стила и плаво--бела порцеланска чинија из Минг династије.
Два најбоље описана кабинета куриозитета из 17. века су припада Олеу Вурму (1588—1654) (слика горе десно), и Атанасију Кирхеру (1602—1680). У њиховим кабинетима су се налазиле препариране животиње, рогови, кљове, скелети, минерали, као и занимљиви предмети које је човек направио: старе скулптуре; аутоматони; етнографски примери из егзотичних места. У кабинетима су се могли наћи помешано чињенице и фикција јер су често излагани делови митских бића, попут рогова једнорога. Тек је Вурм изнео да рогови који се налазе у кабинетима не припадају једнорозима већ нарвалима иако је он у свом кабинету имао овцу која је расла из биљке. Многи изложени примерци су сакупљени током путовања у далеке земље. Некада се намерно ишло у истраживачке експедиције и тада су се сакупљали примери за кабинете, а некада су се успутно сакупљали током трговачких путовања.
У другој половини 18. века Белсазар Хакет је руководио у Љубљани, тадашњем главном граду Крањске, кабинетом природне историје који је цењен широм Европе и посећивало га је највише племство укључујући и цара Светог римског царства Јозефа II, руског великог кнеза Павла и папу Пија VI. У кабинету се налазио велики број минерала, укључујући и узорке живе, хербариум са више од 4000 узорака, мањи број животиња, као и библиотека са књигама из области природне историје и медицине. У кабинету се налазило и анатомско позориште.
Кабинети куриозитета су помагали научном напретку, јер су објављиване слике ствари које садрже. Каталог кабинета Олеа Вурма је објављен 1655. године под називом Museum Wormianum и у каталогу је Вурм писао своје мисли о филозофији, науци, природној историји, археологији и другим темама.
Кабинети куриозитета нису били честа појава јер је мали број људи могао да га приушти због великог трошка одржавања. Монарси су имали велике личне колекције и најугледнији кабинети припадају њима. Један такав претежно уметнички кабинет је Студиоло Франческа I који је припадао првом Медичи Великом војводи Тоскане. Фредерик III Дански је додао Вурмов кабинет својој личној колекцији након што је Вурм преминуо. Петар Велики је у Санкт Петербургу 1714. отворио први музеј, Кунстакамера. Чувена Хабзбуршка царска збирка је имала у свом фонду и артефакте Астека, укључујући и круну Монтезуме II.
Сличне, али мање збирке су сложене Kunstschränke које је правио на почетку 17. века аугсбуршки трговац, дипломата и колекционар Филип Хаинхофер. То су били ормани (кабинети) направљени од свих могућих врста егзотичних и скупих материјала, а били су испуњен садржајем и орнаментим детаљима који је требало да рефлектују цео космос на мањој скали. Најбоље очувани пример једног његовог кабинета је припадао краљу Густафу II Адолфу Шведском.

### Енглеска
Сер Ханс Слоане (1660—1753) је био енглески лекар, члан Краљевског друштва и Краљевског колеџа лекара, и оснивач Британског музеја у Лондону. Почео је да повремено сакупље биљаке у Енглеској и Француској већ током студија медицине. Године 1687. му је понуђено да ради као лекар у флоти на Јамајци и прихватио је понуду. Провео је петнаест месеци  у прикупљању и категоризацији локалних биљака, животиња, вештачких занимљивости (на пример, артефаката доморовачких и афричких народа) Јамајке. Ово је била основа за његово двотомно дело Природне историја Јамајке које је издато 1707. и 1725. године. Вратио се у Енглеску 1689. године са више од осамсто примерака биљака које су или живе или сачуване у хербаријуму од осам томова. Покушао је и да понесе живе животиње (на пример, змије, крокодила и игуану), али су оне умрле пре него што су стигле у Енглеску.
Слоане је пажљиво каталогизовао узорке и предмете у својој колекцији. Своју колекцију је допуњавао поклонима и куповинама. Херман Борхав му је поклонио четири тома биљака из своје баште у Лајдену. Вилијам Чарлтон му је у наслеђу 1702. године дао бројне књиге, птице, рибе, цвеће и шкољке. Уз то му је оставио и свој музеј куриозитета који се састојао од занимљивости, минијатура, инсеката, медаља, животиња, минерала, драгог камења и занимљивости у ћилибару. Слоане је купио колекцију Леонарда Плукента 1710. године која се састојала од двадесет и три тома са више од 8.000 биљака из Африке, Индије, Јапана и Кине. Марија Самерсет, војвоткиња од Беауфорт (1630—1715) му је оставила хербаријум од дванест томова у коме су се налазиле биљке из њене баште у Челсију и Бадминтону након њене смрти 1714. године. Солеан је 1716. године купио томове јапанских биљака од Рнглеберта Камфера и цео музеј Џејмса Петвира који је броја око стотину томова биљака из Европе, Северне Америке, Африке, Блиског истока, Индије и Оријента. Марка Кацби му је слао биљке из Северне Америке са експедиције коју је Слоан финансирао.
Слоане је купио око три стотине и педесет куриозитета Северно-амерички индијанци, ескима и домороваца Јужне Америке, Сибира и Јамајке.
"Ови етнографски артефакти су били важни, јер су створили основу етнографске колекције будућег Британског муеја. Ова осноа се значајно повећала са истраживања капетана Џејмса Кука у Океанији и Аустралији и са брзим ширењем Британске империје."
После његове смрти 1753. године, Слоане је завештао своју импресивну колекцију од 337 томова Енглеској за £20,000. Краљевска библиотека Џорџа II је 1759. године заједно са Слоановом колекцијом смештена у новотворени Британски музеј где је била део фонда.
Џон Традескант старији (око 1570—1638) је био баштован, природњак и ботаничар који је радио за војводу Бакингама. Он сакупљао биљке, луковице, цвеће, винове лозе, воће и стабла воћа из Русије, Либије, Алжира, Француске, Бермуде, Кариба и Источне Индије. Његов син, Џон Трандескант млађи (1608—1662) је отпутовао у Вирџинију 1637. године и сакупљао цвеће, биљке, шкољке. Један од предмета које је покупио је индијанска кожа јелена за коју се верује да је припадала Поухатану, оцу Покахонтас. Отац и син су осим ботаничких куриозитета прикупљали и зоолошке куриозитете (на пример, додо птицу са Маурицијуса, горњу вилицу моржа и армадилое), рукотворине (на пример, портрете, оружје и народну ношњу) и раритете (на пример, руку сирене, јаје змаја, два пера са репа феникса и део крста на ком је разапет Исус). Од 1630-их година су своју колекцију излагали у својој кући у јужном Ламбету. Људи су могли да дођу, плате улазницу и да погледају њихову колекцију. Њихов кабинет куриозитета је био први већи кабинет у Енглеској.
Елајас Ашмол (1617—1692) је био адвокат, хемичар, антиквар, масон и члан Краљевског друштва кога су занимале и астрологија, алхемија и ботаника. Његове комшије у Ламбету је била породица научника Традескант. Он је финансирао публикацију каталога Musaeum Tradescantianum 1656. године. Ашмол је био колекционар и сакупљо је астролошке, медицинске и историјске рукописе. Своју библиотеку и колекцију је 1675. године донирао Универзитета у Оксфорду под условом да се одговарајућа зграда издвоји за њихово чување. Његова донација је била основа за формирање Ашмолеан музеја у Оксфорду.

#### Друштвена функција
Кабинет куриозитета није служио само као колекција ствари које су занимале власника већ је одражавао ранг власника у друштву. Постојале су две главне врсте кабинета како је забележио Р. Џ. В. Еванс. По њему имају "принчевски кабинети који су имали у главном репрезантативну улогу и код њих доминирају естетска функција и склоност ка егзотичном" и мање грандиозне "скроманије колекције хуманистичких научника које су имале практичнију научну сврху".
Осим што су служили да одразе социо-економски статус колекционара, ови кабинети су служили као забава. Ово илуструју састанци Краљевског друштва на чијим раним састанцима су чланови могли да изложе мишљења до којих су их довели њихови куриозитети. Чланови друшта овог периода су веровали у "сазнајну забаву " или комбинацију учења и забаве.

## Познате колекције које су започете као кабинети куриозитета
- Ашмолеан музеј у Оксфорду
- Борхав музеј у Лајдену
- Британски музеј у Лондону
- Дејрол у Паризу
- Зелени трезор у Дрездену
- Пит Риверс музеј у Оксфорду

## У савременој култури
Хјустонски музеј природних наука у својој колекцији има кабинет куриозитета укључујући и препарираног крокодила који виси са плафона као на илустрацији Dell'Historia Naturale. У Лос Анђелесу се налази Музеј технологије јуре анахронистички музеј који има улогу да створи осећај дивљења баш као и кабинети куриозитета. У Спринг Грин, Висконсину, кућа/музеј Алекс Џордан је познат као Кућа на стени се може сматрати модерним кабинетом куриозитета, посебно када је у питању колекција аутоматона. Идеја кабинета куриозитета се опет појављује у разним публикација. На пример, часопис Кабинет комбинује текстове о привидно неспојивим културним артефактима и феноменима како би показали њихову повезаност и тиме изазвали чуџење. Италијанска културна асоцијација Wunderkamern користи тему историјског кабинета куриозитета да истражује како се "чуђење" манифестује у савременом уметничком дискурсу.